# Dziedzickia vittata
Dziedzickia vittata är en tvåvingeart som först beskrevs av Daniel William Coquillett 1901.  Dziedzickia vittata ingår i släktet Dziedzickia och familjen svampmyggor.
Artens utbredningsområde är Maine. Inga underarter finns listade i Catalogue of Life.